# FS E.645
Die Baureihe E.645 ist eine italienische Elektrolokomotiv-Baureihe und entspricht weitgehend der Reihe E.646. Unterschiede bestehen für den vorgesehenen Einsatz im Güterverkehr im Übersetzungsverhältnis und somit auch bei der Höchstgeschwindigkeit.

## Geschichte
In den Jahren 1962–1964 sind 32 Exemplare der Baureihe E.645 durch Umbau aus Loks der Reihe E.646 aus den Jahren 1959 und 1960 entstanden. Geändert wurde das Übersetzungsverhältnis, weil diese Lokomotiven für den Einsatz im Güterverkehr vorgesehen waren.
Weitere 61 Lokomotiven wurden 1963 bis 1965 neu gebaut. Auffälliger Unterschied waren anders gestaltete Stirnseiten und für das Lokpersonal der modernere Führerstand. Sie wurden als E.645.033 - E.645.093 bezeichnet und waren mit 18.290 mm über Puffer geringfügig länger.
Nochmals fünf Lokomotiven sind 1978 durch Umbau älterer Loks der Reihe E.646 entstanden. Sie wurden als E.645.101 - E.645.105 bezeichnet. Bei dieser Serie ist der Achsabstand in jedem der drei Drehgestelle mit 3.150 mm gegenüber 2.850 mm größer. Äußerlich entsprechen sie den zuerst umgebauten Fahrzeugen.
Ab Mitte 2004 wurden weitere Lokomotiven der Reihe E.646 aus der zweiten Serie modifiziert und danach als E.645 bezeichnet. Sie sind an höheren Betriebsnummern oberhalb von 300 zu erkennen. Geändert wurde wiederum das Übersetzungsverhältnis, weitere Umbauten betrafen Einrichtungen, die beim nun vorgesehenen Einsatzgebiet Güterverkehr nicht mehr benötigt werden wie Türsteuerung.

## Technik

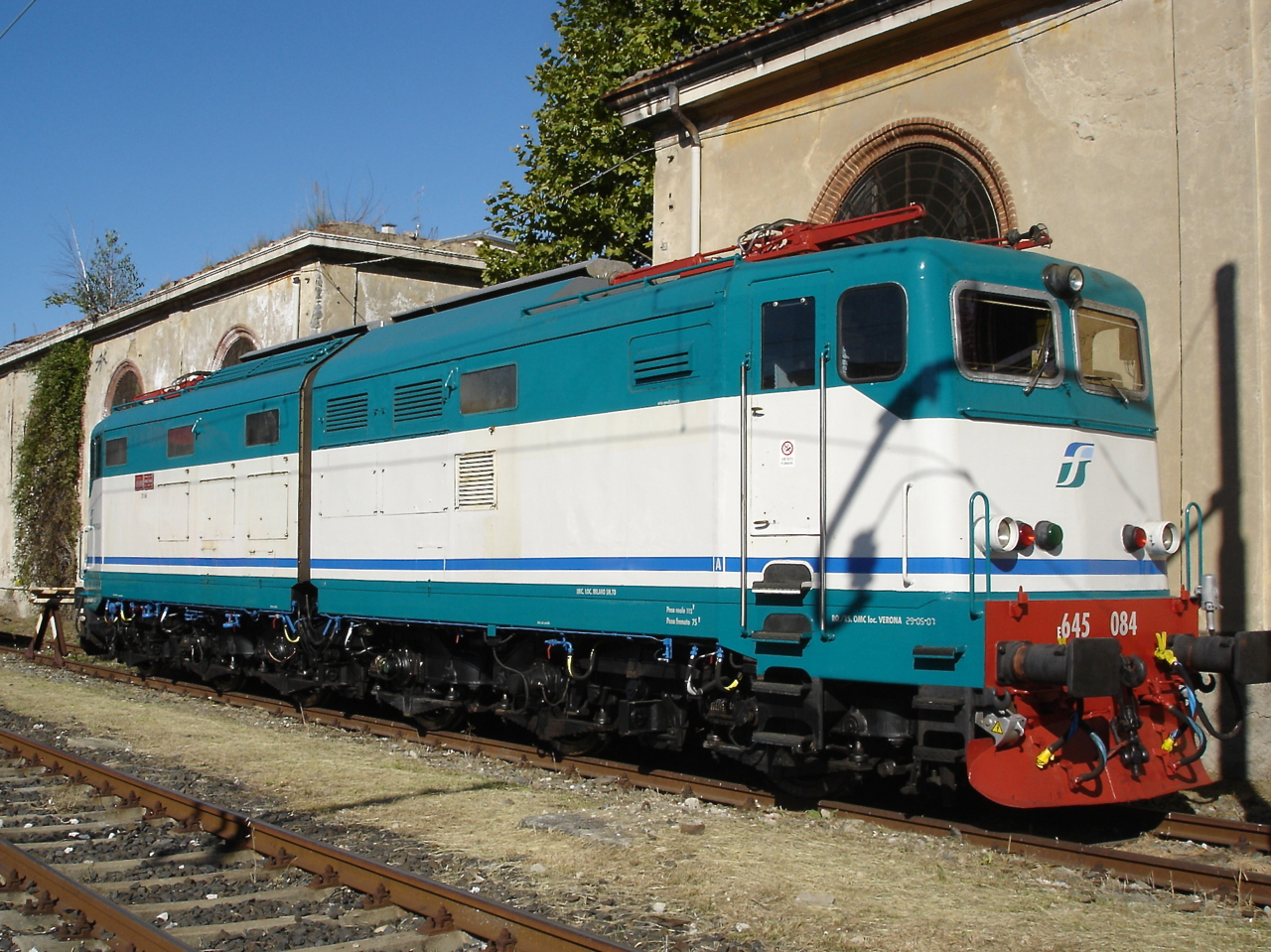
E.645.084, aus der zweiten Serie mit veränderter Stirnseite

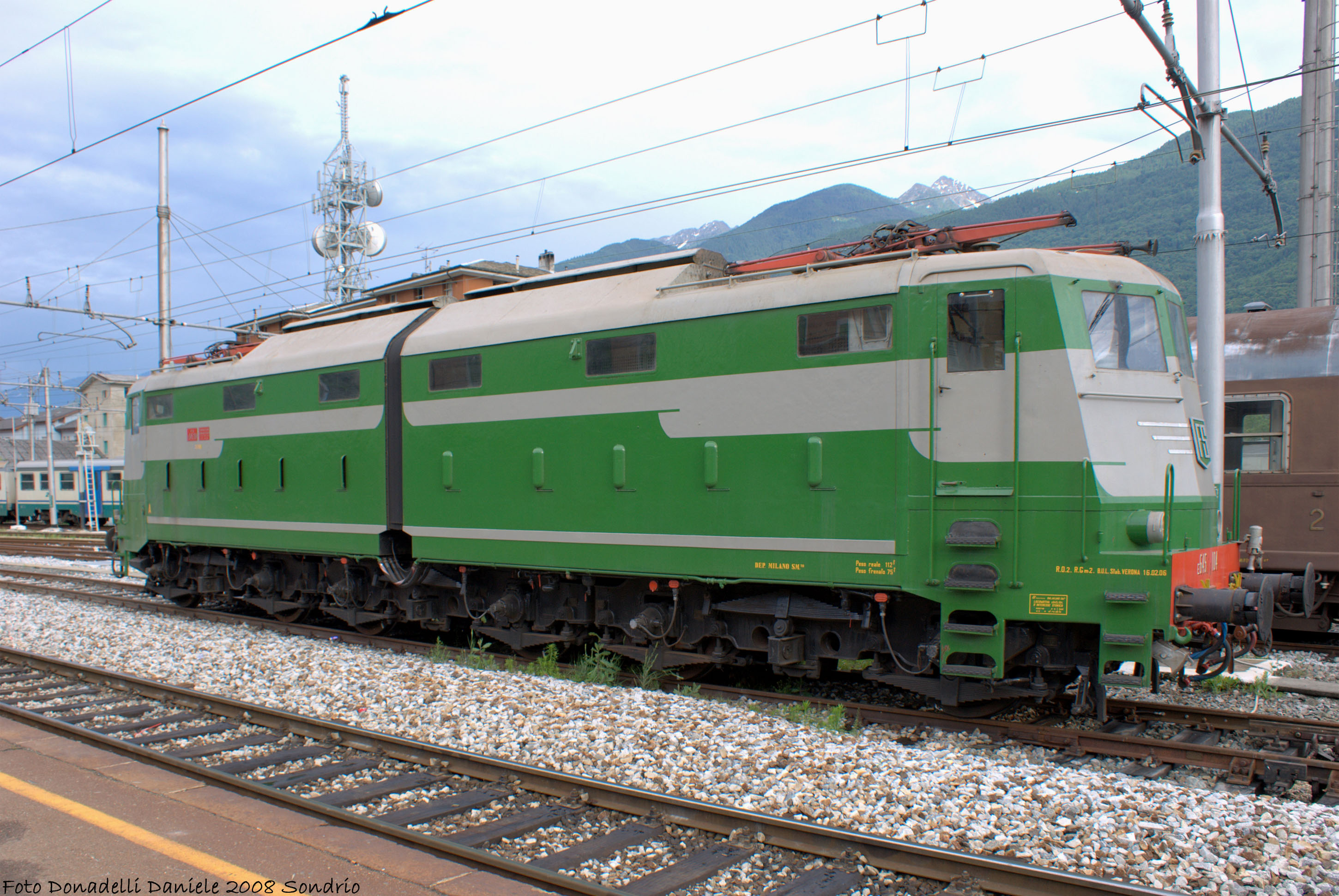
E.645.104, eine der ab 1978 umgebauten Loks

Die Stundenleistung von 4320 kW stammt aus den 12 Fahrmotoren zu je 360 kW (sechs motori doppi 82.333 FS) für die drei zweiachsigen Drehgestelle. Als Dauerleistung werden 3780 kW angegeben. Im Vergleich zur Reihe E.636 besteht eine erhebliche Leistungssteigerung, wichtig auf steigungsreichen Strecken und bei schweren Zügen. Eine Lok der Reihe E.645 kann einen etwa 900 t schweren Zug mit 110 km/h in der Ebene ziehen, gegenüber den 250 t einer E.636 bei 105 km/h. Bei zwölf Promille Steigung kann eine E.645 760 t bei 76 km/h ziehen, bei einer E.636 sind es 730 t bei 54 km/h. Zwei der umgebauten Lokomotiven hatten bei anderer Übersetzung eine Höchstgeschwindigkeit von nur 110 km/h.